# Alaotra-Mangoro
Alaotra Mangororegionen är en region i Madagaskar. Den ligger i den centrala delen av landet. Antalet invånare är 877 700. Arean är 31 948 kvadratkilometer.
Terrängen i Alaotra Mangororegionen är bergig österut, men västerut är den kuperad.
Alaotra Mangororegionen delas in i:
- Ambatondrazaka District
- Amparafaravola District
- Moramanga District
- Andilamena District
- Anosibe An'ala District

Följande samhällen finns i Alaotra Mangororegionen:
- Ambatondrazaka
- Moramanga
- Bemaitso